# キャプテン・ブリテン
キャプテン・ブリテン（ブライアン・ブラドック）は、マーベル・コミックに登場する空想上のスーパーヒーローである。
クリス・クラーモントとハーブ・トリンプによって創作され、1976年10月発行の週刊キャプテン・ブリテン第1刊に初登場した。数年にわたって多くの人に使われたが、特にクリス・クラーモント、アラン･デービスやアラン・ムーアに好んで使われた。
当初、キャプテン・アメリカと同等の能力をもつキャラクターとして意図された。伝説的な魔術師のメルリン (Merlyn) とその娘のローマ (Roma) によって力を授けられ、英国法を守護する者として任ぜられた。
父のジェームスは異次元人、双子の姉のエリザベスはX-メンのメンバーの1人でサイロックと名乗っている。